# Касто
Касто (італ. Casto) — муніципалітет в Італії, у регіоні Ломбардія, провінція Брешія.
Касто розташоване на відстані близько 460 км на північ від Рима, 95 км на схід від Мілана, 22 км на північ від Брешії.
Населення — 1807 осіб (2014).
Покровитель — S.Antonio Abate.

## Демографія
Населення за роками:

Станом на 1 січня 2023 року в муніципалітеті офіційно проживали 153 іноземці з 10 країн, серед них 8 громадян країн Євросоюзу та 2 громадяни України.

## Сусідні муніципалітети
- Біоне
- Лодрино
- Лумеццане
- Маркено
- Мура
- Пертіка-Альта
- Вестоне